# Griffon à poil laineux
För andra betydelser, se Griffon.
Griffon à poil laineux (Griffon Boulet) är en stående fågelhund från Frankrike. Den avlades fram på 1870- och 1880-talen av Emmanuel Boulet, en industriman från Elbeuf i nordvästra Frankrike. Bland de första hundarna som registrerades av Société centrale canine (SCC) fanns flera griffon a poil laineux. Rasen var tidigare erkänd av Fédération Cynologique Internationale (FCI), men den suspenderades 1984 då några hundar inte längre registrerades och då det inte fanns några kända uppfödare.
Namnet betyder ullpälsad griffon vilket alltid varit missvisande även om den har mjukare och vågigare päls än övriga griffoner. Till grund för rasen ligger strävhåriga stående fågelhundar av typen griffon/vorsteh med inslag av den apporterande vattenhunden barbet/pudel. Rasen har alltså liknande bakgrund som pudelpointer. Redan på 1880-talet ingick griffon à poil laineux i avelsbasen för griffon d'arret à poil dur (korthals) och på 1970-talet användes den när barbeten skulle rekonstrueras.